# 高碑店东站
高碑店东站为京广高速铁路中京石客运专线的一个于2012年12月26日开通的车站，位于中华人民共和国河北省保定市高碑店市方官镇。其外观酷似高碑店著名小吃豆腐丝，站房建筑面积6000平方米，是京石客运专线在保定最早完工的车站，隶属于中国铁路北京局集团有限公司石家庄直属站管辖。